# Famille Brancaccio
La famille Brancaccio est une famille de la haute noblesse italienne dont les origines immémoriales remontent à Naples (édiles du quartier du Nil et de Capoue).
Cette famille est documentée à la fin du Xe siècle et se divise en plusieurs branches, aujourd'hui éteintes. Elle ne disposait pas de grands domaines féodaux, mais elle a accumulé les honneurs au cours des siècles. Parmi ses membres fameux, l'on distingue le cardinal Rinaldo Brancaccio, mort à Rome en 1472, Giulio Cesare Brancaccio (1515-1586), le cardinal Francesco Maria Brancaccio (1592-1675). Une branche de la famille passe en France au XIVe siècle, donnant naissance à la famille de Brancas, qui obtint le titre de duc.
Une autre branche de la maison Brancaccio s'est installée au XVIIe siècle en Sicile.

## Les Brancaccio romains

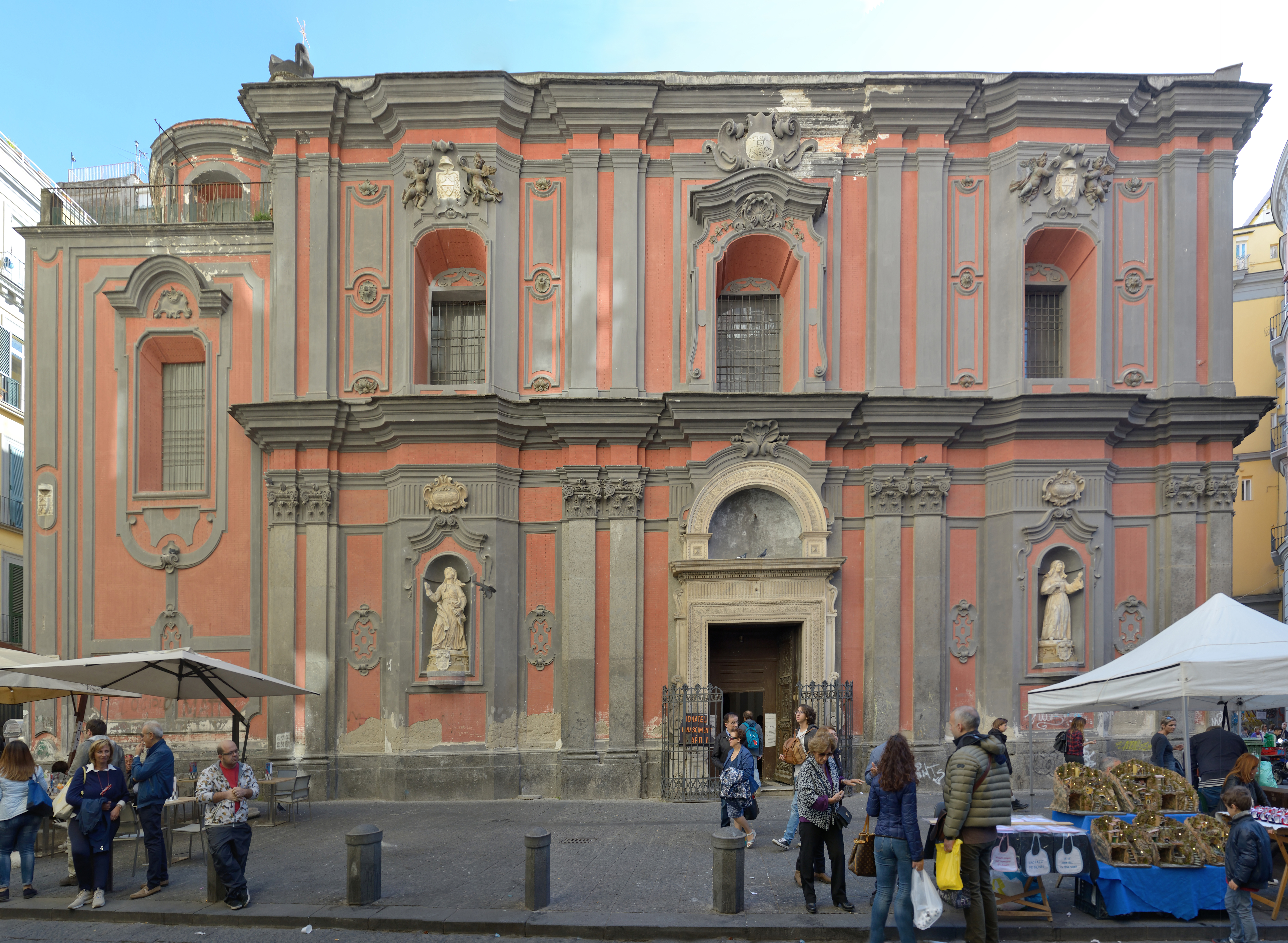
L'église Sant'Angelo a Nilo de Naples, nécropole des Brancaccio.

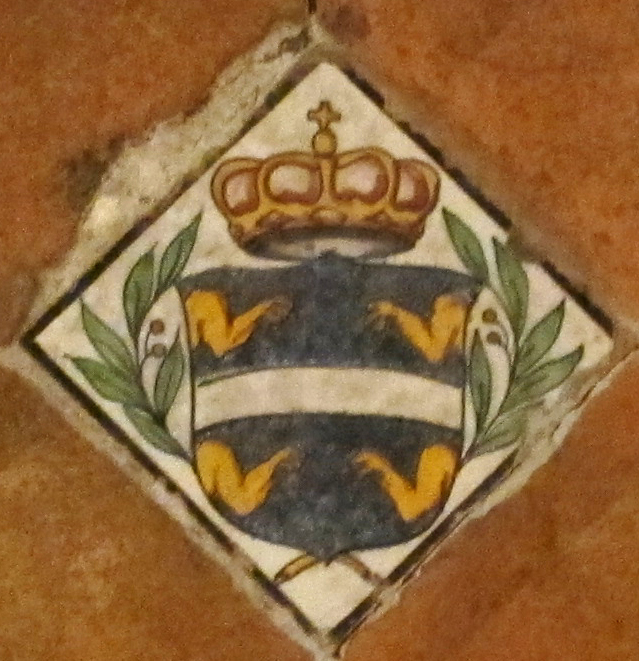
Armes des Brancaccio romains, se trouvant au palais de la via Merulana.

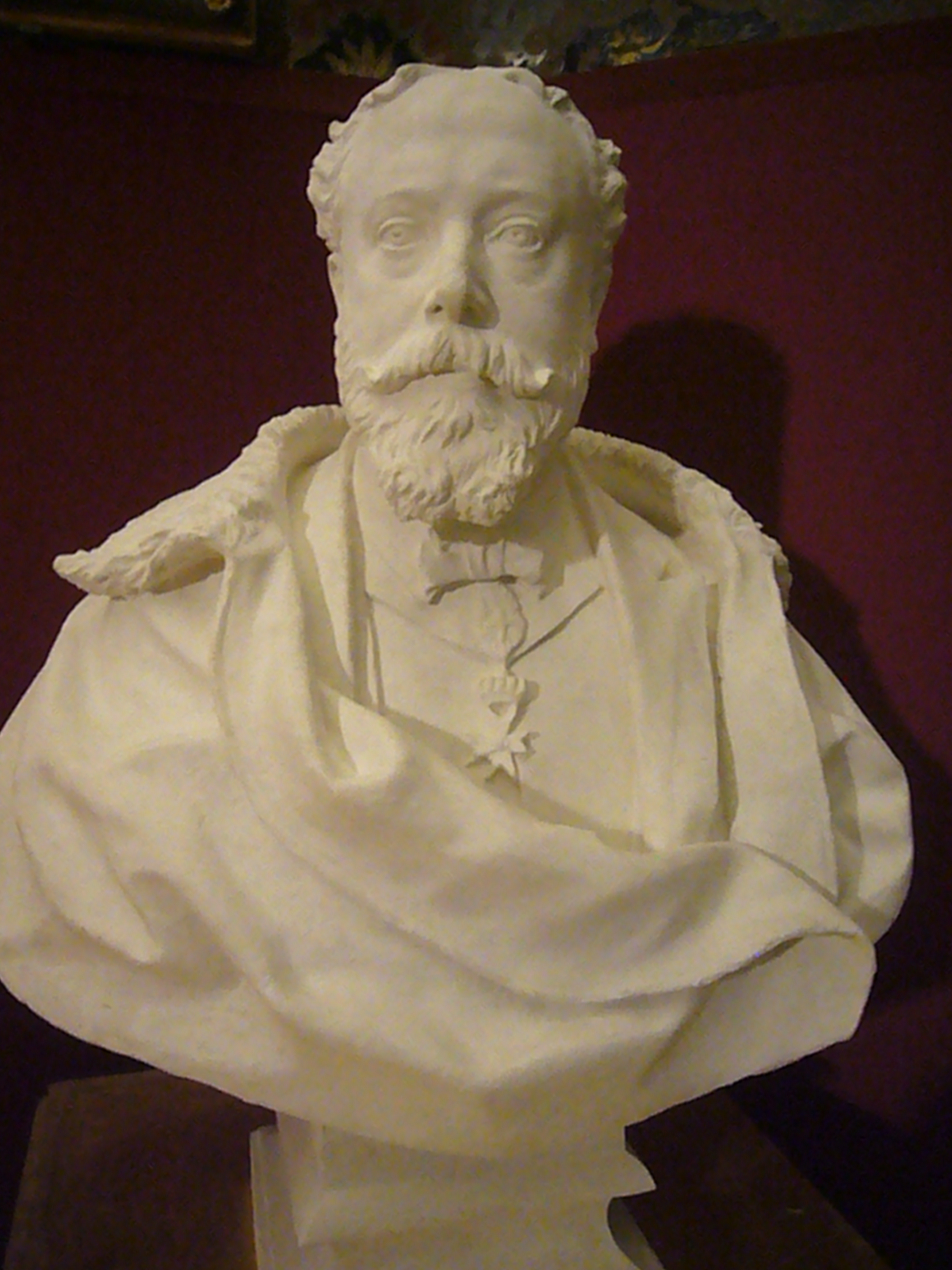
Buste du prince Salvatore Brancaccio (1909)

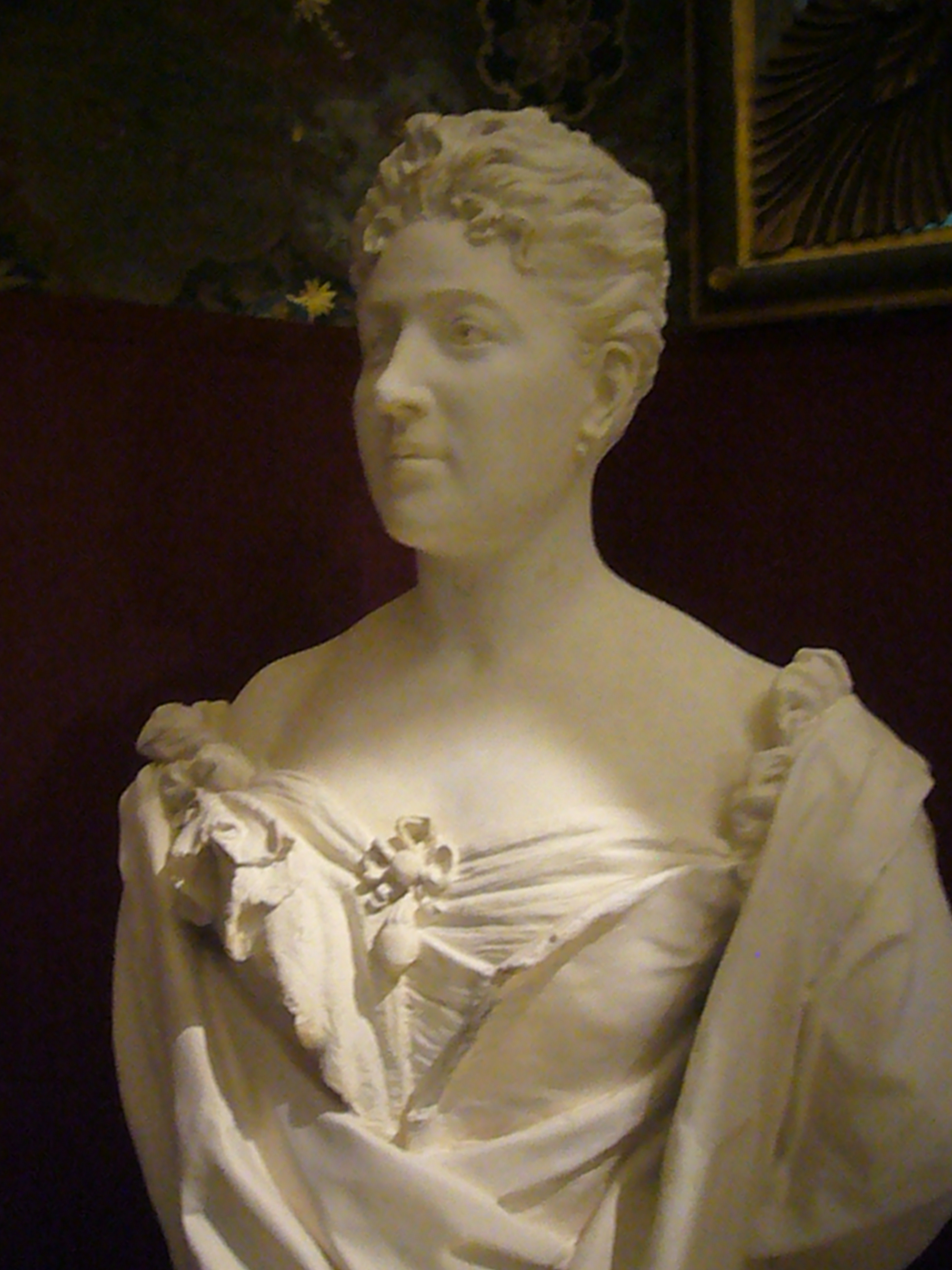
Buste de la princesse Elisabeth (1909)

Ils s'installent à Rome à la fin du XIXe siècle, où ils fréquentent la cour royale des Savoie, comme le firent autrefois à la cour des papes les Brancaccio dits du cardinal. Ils s'éteignirent en l'espace de deux générations.

### Salvatore Brancaccio
Don Salvatore Brancaccio naît à Naples le 10 juillet 1842, troisième des treize enfants du prince Carlo (1812-1868) et de Donna Felice Filomarino (1817-1907). En tant que fils aîné, il hérite des titres de 8e prince de Triggiano, duc de Lustra, marquis de Montescaglioso (par succession de sa mère, née princesse Filomarino) et patricien napolitain.
Il épouse le 3 mars 1870 à Paris l'héritière américaine Mary Elizabeth Hickson Field (14 avril 1846 - 11 avril 1907), dame du palais de la reine Marguerite de Savoie et protagoniste pendant plusieurs décennies de l'ascension mondaine de la famille, auprès de la nouvelle cour des Savoie à Rome. Elle avait reçu en dot de son père une immense fortune évaluée à un million de dollars, ce qui était considérable pour une dot – même au sein de l'aristocratie – à l'époque. Pour assurer son rang à Rome, la famille fit construire sur l'Esquilin le dernier palais nobiliaire romain, l'imposant palazzo Brancaccio, décoré de fresques de Francesco Gai, portraitiste attitré de la famille.
En 1889, la princesse Brancaccio acquiert le Castello de San Gregorio da Sassola de Giulio de’ Maio, duc de San Pietro. La princesse américaine met alors en scène, dans ce petit village, toute une ambiance féodale. Francesco Gai entre 1892 et 1899 modernise le château en démolissant la vieille tour, pour la remplacer par une tour à plan carré, et en rehaussant la tour ronde à l'ouest afin de cacher la vue des vieilles maisons du village, en prévision de la visite du couple royal. Finalement, seule la reine Marguerite s'y rend en visite le 3 juin 1899, où elle demeure dans le château désormais doté de tout le confort moderne.
Forts de leur prédominance dans ce petit village, le couple princier fait rebaptiser le nom des rues et des places. La place principale par exemple prend le nom de place Brancaccio et l'antique via Maestra prend le nom de Victor-Emmanuel III et la rue entrant dans le village, de rue Marguerite de Savoie. Il est modernisé, les rues sont refaites et pavées, l'eau courante est apportée. Une caisse d'épargne rurale est ouverte. En 1920, le prince Brancaccio fait don de centaines d'hectares aux chefs de famille anciens combattants.
Le prince Salvatore Brancaccio meurt à Rome le 14 janvier 1924.

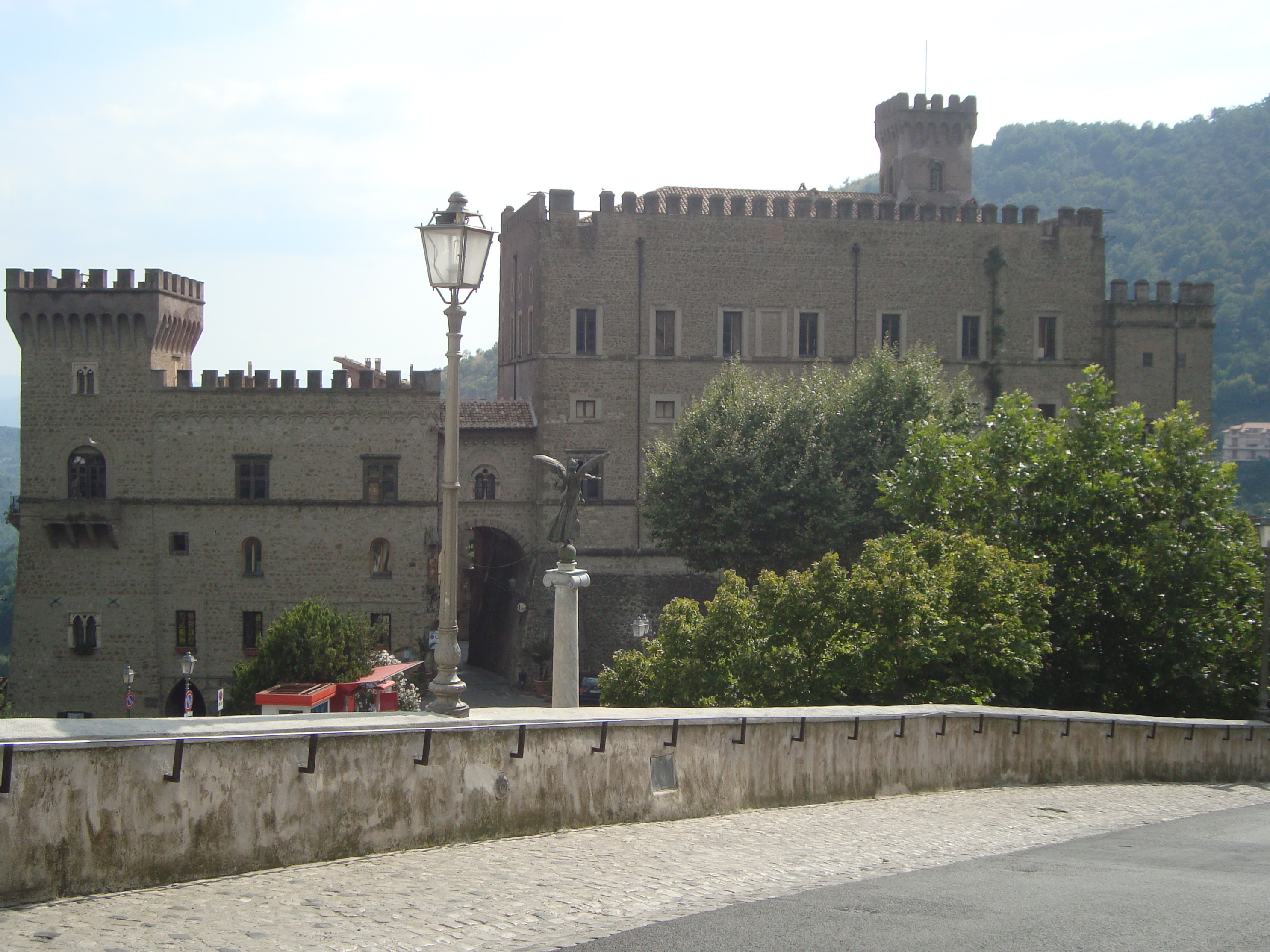
Le château de San Gregorio da Sassola, dit Castello Brancaccio.

### Marcantonio Brancaccio
Son fils Marcantonio, célibataire de quarante-quatre ans né à Rome le 3 mars 1879, devient alors le nouveau prince Brancaccio, de Ruffano et de Triggiano. En 1890, il avait commencé à fréquenter le Collegio Mondragone tenu par les jésuites pour ses études secondaires, et en 1904 il était devenu prince de Roviano, par la renonciation au titre de la part des Massimo. À la fin des années 1950, le prince Marcantonio et son cousin, le marquis Giuseppe Talamo Atenolfi, derniers descendants de la noble famille des Brancaccio, font don à la province de Naples des frères mineurs conventuels de leur église familiale de Naples, l'église Sant'Angelo a Nilo, et tout ce qui y est conservé (dont les monuments funéraires des cardinaux). L'église avait été fondée en 1385 par le cardinal Rinaldo Brancaccio, tout contre leur ancien palais.
Le 1er avril 1959, le prince don Marcantonio épouse à l'âge de quatre-vingts-ans une certaine Fernanda Ceccarelli âgée de cinquante-deux ans,. Il meurt deux ans plus tard, le 5 novembre 1961 sans descendance. Don Marcantonio est le dernier prince romain dont le cercueil soit sorti du palais de famille sur un immense corbillard à cheval. Il est enterré à Naples en l'église Sant'Angelo a Nilo. En 1981, sa veuve fait également don aux frères mineurs conventuels napolitains de toutes les archives familiales dont certains documents remontent à 1420. En 2001, le Père Bernardino Fiore o.f.m. conv. (du latin Ordinis Fratrum Minorum Conventualium : de l'ordre des frères mineurs conventuels) transfère les œuvres d'art de la sacristie auprès de la bibliothèque de San Lorenzo Maggiore, constituées d'une collection de douze tableaux de différentes dimensions et de différents auteurs du XVIIe siècle et du XVIIIe siècle. Il y transfère également les archives de la famille Brancaccio.
En 1991, le château de San Gregorio da Sassola est acquis par la commune pour la somme de deux milliards et deux cent-cinquante millions de lires (1,1 million d'euros).

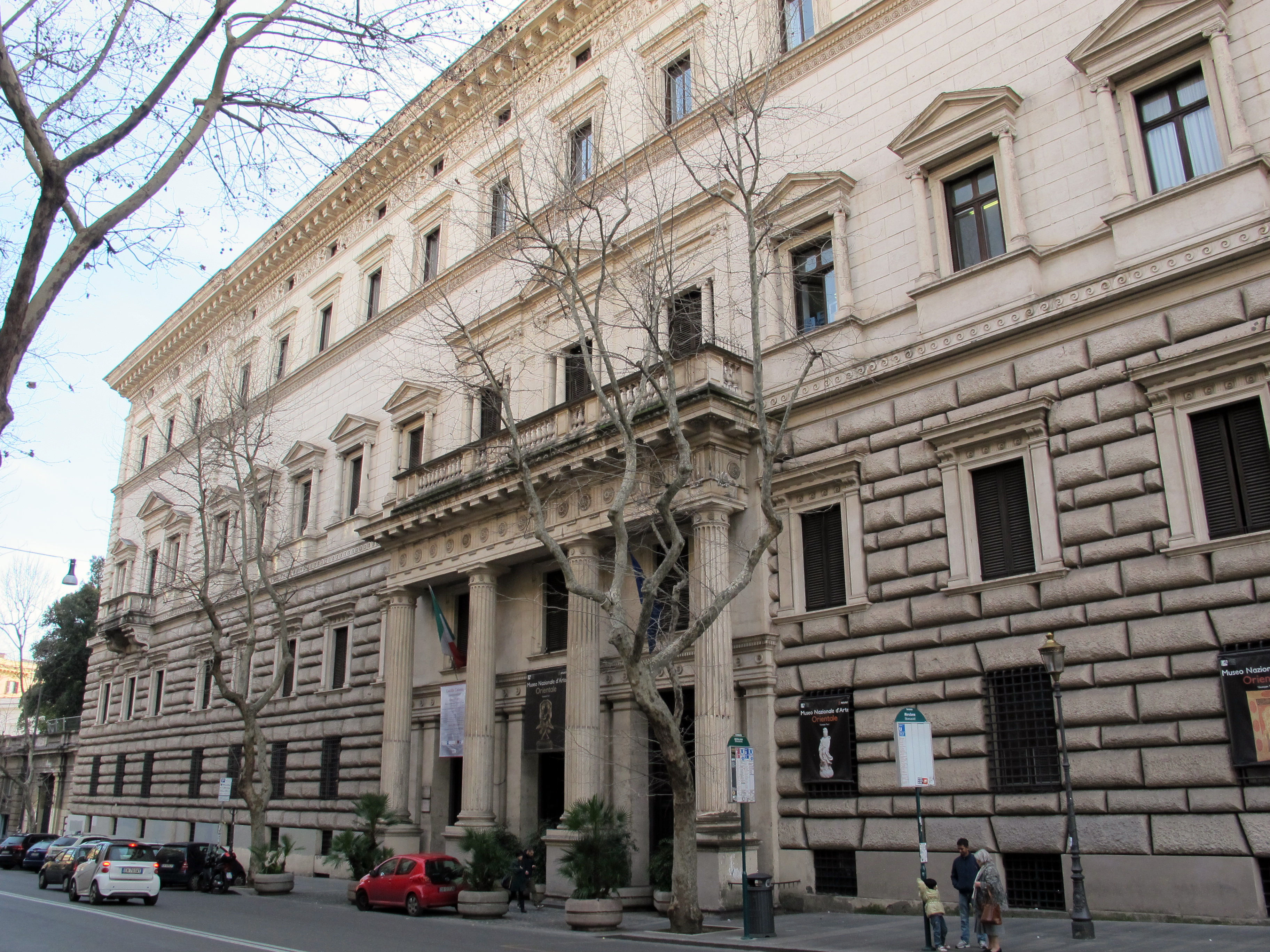
Façade du palais Brancaccio de Rome

## Des Brancaccio aux Massimo
Le titre de prince de Roviano est passé aux Massimo en la personne du prince don Fabrizio (né en 1963), qui assume aussi le nom de Brancaccio et le titre de prince de Triggiano, par un décret présidentiel de 1968.

## Princes de l'Église
Parmi les hauts dignitaires de l'Église de cette famille, l'on distingue les cardinaux suivants:
- Landolfo Brancaccio (cardinal en 1294, mort en 1312)
- Niccolò Brancaccio (1340-1412)
- Tommaso Brancaccio (créé cardinal en 1411)
- Rinaldo Brancaccio (mort en 1427)
- Francesco Maria Brancaccio (1592-1672)
- Stefano Brancaccio (1618-1682)

## Les Brancas français

La famille de Brancas est une grande famille noble française, issue de la maison des Brancaccio de Naples, établie en France au XVe siècle, sous Charles VII.